# Darko Jorgić
Darko Jorgić (Trbovlje, 30 de julio de 1998) es un jugador de tenis de mesa esloveno.
Participó en los Juegos Olímpicos de Tokio 2020, en donde alcanzó los cuartos de final en categoría individual.

## Palmarés internacional
| Campeonato Europeo | Campeonato Europeo | Campeonato Europeo | Campeonato Europeo   |
| Año                | Lugar              | Medalla            | Prueba               |
| ------------------ | ------------------ | ------------------ | -------------------- |
| 2017               | Luxemburgo         | Medalla de bronce  | Equipo               |
| 2022               | Múnich             | Medalla de plata   | Individual masculino |